# Guerra greco-turca (1897)
La guerra greco-turca de 1897, també coneguda com a Guerra dels Trenta Dies va ser un conflicte bèl·lic entre la Grècia del rei Jordi I de Grècia i l'Imperi Otomà del Soldà Abdul Hamid II per la sobirania sobre l'illa de Creta.

## Origen
L'origen de la guerra cal cercar-lo en la política exterior grega, basada en la Gran Idea: l'annexió dels territoris tradicionalment considerats com a grecs -Enosis- que es trobaven principalment en mans dels otomans. El febrer de 1896, les relacions entre cristians i musulmans van empitjorar novament, fins al punt d'arribar a enfrontaments, i el govern grec de Theódoros Diligiannis va decidir donar suport a les peticions d'unió que arribaven tant de l'illa com de la mateixa Grècia.

## Desenvolupament
El 1896 va esclatar a Creta una nova insurrecció contra la presència otomana a l'illa. Amb el propòsit de l'Enosis i alhora, desviar l'opinió pública grega dels problemes polítics interns, el govern grec va enviar part del seu exèrcit i la marina a Creta.
El 21 gener 1897 va tenir lloc el desembarcament a Creta. El 17 d'abril de 1897, l'Imperi Otomà va declarar oficialment la guerra a Grècia i en saber la notícia, molts dels voluntaris grecs d'Akrotiri van voler tornar per fer front a una possible invasió otomana. El 5 d'abril del mateix any, després de veure's obligada a replegar-se de l'illa per la pressió internacional, Grècia va intentar annexionar-se la regió de l'Epir i Macedònia, també sota sobirania otomana. Grècia va emprendre una guerra on tenia una clara inferioritat numèrica de tropes, davant d'un molt més nombrós exèrcit otomà. L'únic avantatge amb què comptava el govern grec era la superioritat de la marina reial als mars de la zona en conflicte.
L'estratègia militar otomana es va inclinar per un enfrontament terrestre. A l'Epir, 15.000 grecs es van enfrontar a 30.000 turcs comandats per Ahmet Hıfzı Paşa. El 18 d'abril els turcs van bombardejar Arta, sense arribar a conquistar-la. Els grecs es van replegar cap a Filipos, on es van atrinxerar. El contraatac grec va ser un desastre, en no arribar els reforços esperats. El 15 de maig l'exèrcit grec es va retirar, després de patir grans pèrdues. Als territoris otomans de Tessàlia, 60.000 homes de l'exèrcit imperial otomà a les ordres d'Ethem Paşa, esperaven enfrontar-se als 46.000 homes de l'exèrcit grec, comandades pel príncep hereu Constantí. Cap al 17 de maig l'exèrcit grec es va veure obligat a replegar-se més enllà de Làrissa, i es van reorganitzar als voltants de Farsàlia, a Domokós. La nova derrota grega va suposar un dur cop moral per a Grècia, que fins i tot va veure com els turcs avançaven posicions en territori grec. Sota la pressió de les potències europees, el soldà Abdul Hamid II va declarar l'alto al foc el 20 de maig, fet que va salvar Grècia d'un desastre encara més gran.

## Tractat de pau
Després de mesos de negociacions, el 20 de setembre de 1897, es va signar un tractat de pau que donava territoris a l'Imperi Otomà al llarg de la frontera Tessàlia, i una forta indemnització de guerra (94,3 milions de francs-or) que l'estat grec, en fallida, només podria pagar amb l'ajut de les Potències Protectores, que van veure augmentada la seva influència sobre el dèbil regne de Grècia.